# Georgios Maniakes

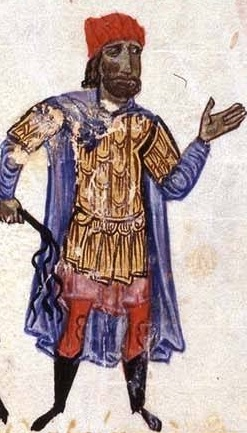
Georgios Maniakes

Georgios Maniakes (mittelgriechisch Γεώργιος Μανιάκης; † 1043 bei Thessaloniki) war ein byzantinischer General und Gegenkaiser.

## Leben
Erstmals erwähnt wurde Maniakes 1031 während eines Feldzuges der Byzantiner: Obwohl das byzantinische Heer beim Vormarsch auf Aleppo eine schwere Niederlage erlitten hatte, setzte Maniakes das Unternehmen fort, um den Arabern Edessa zu entreißen. Sein größter Erfolg war die teilweise Rückeroberung Siziliens von den Arabern ab 1037. Bei dieser Expedition wurde er von der Warägergarde unterstützt, die vom späteren norwegischen König Harald Hardrada geführt wurde, aber auch von normannischen Söldnern, darunter Hervé Phrangopoulos und Wilhelm Eisenarm. Obwohl die Insel bald wieder an die Araber verloren ging, inspirierten Maniakes’ Erfolge später andere Normannen zu einer eigenen Invasion der Insel.
Maniakes wurde kurz nach seinem Sieg in Syrakus von dem Regenten Johannes Orphanotrophos, der für Michael IV. (reg. 1034 bis 1041) die Regierungsgeschäfte führte, wegen angeblicher Illoyalität gefangen genommen. Michael V. Kalaphates (reg. 1041 bis 1042) begnadigte ihn dann wieder und schickte ihn zurück nach Sizilien.

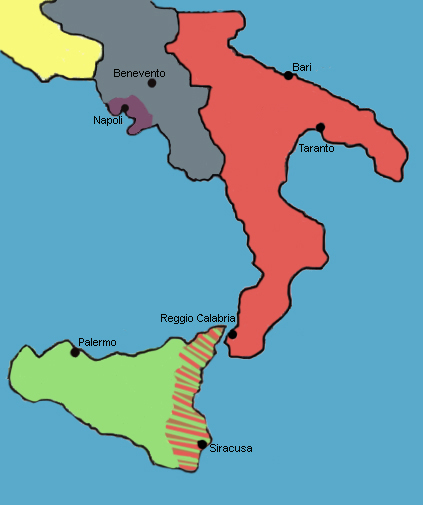
Eroberungen des Georgios Maniakes in Süditalien (rot)

Trotz seiner militärischen Leistungen in Sizilien wurde Maniakes 1043 von Kaiser Konstantin IX. erneut seines Kommandos enthoben. Er erhob sich daraufhin gegen Konstantin und ließ sich von seinen Truppen selbst zum Kaiser ausrufen. Beim Vormarsch auf die Hauptstadt Konstantinopel kam es in der Nähe von Thessaloniki zur Konfrontation mit Konstantins Truppen, die vom Eunuchen Stephanos Pergamenos kommandiert wurden. Dem Sieg greifbar nahe, wurde Maniakes schwer verwundet und starb noch auf dem Schlachtfeld.
Auf Sizilien wurden der Ort Maniace und das Castello Maniace in Syrakus nach ihm benannt.